# Talsperre Kadaň
Die Talsperre Kadaň (Vodní nádrž Kadaňský stupeň) ist eine Brauchwassertalsperre in Tschechien.
Sie liegt in 289 m ü. M. unterhalb des Franziskanerklosters der Vierzehn Nothelfer in Kadaň und staut die Eger. Südlich erhebt sich der Úhošť (593 m).
Die Anlage entstand in den Jahren 1966 bis 1971 und ging 1972 in Betrieb. Sie dient der Sicherung der Wasserversorgung für die Kraftwerke Tušimice I und II, Prunéřov I und II sowie weiterer gewerbliche Abnehmer im Erzgebirgsvorland. Der Stausee hat eine Wasserfläche von 67,2 ha und fasst 2,75 Mio. m³ Wasser. Der Damm ist ein 14,15 m hoher Betonbau und hat eine 104,3 m lange und 4,9 m breite Dammkrone. In der Talsperre wird ein Kleinkraftwerk mit einer Kaplanrohrturbine betrieben, dass eine maximale Leistung von 2,34 MW erbringt.